# Teratocera
Teratocera là một chi bướm đêm thuộc họ Erebidae.